# Сковеган (переписна місцевість, Мен)
Сковеган (англ. Skowhegan) — переписна місцевість (CDP) в США, в окрузі Сомерсет штату Мен. Населення — 6404 особи (2020).

## Географія
Сковеган розташований за координатами 44°46′41″ пн. ш. 69°42′44″ зх. д. / 44.77806° пн. ш. 69.71222° зх. д. (44.778118, -69.712178).  За даними Бюро перепису населення США в 2010 році переписна місцевість мала площу 36,49 км², з яких 34,62 км² — суходіл та 1,87 км² — водойми.

## Демографія
Згідно з переписом 2010 року, у переписній місцевості мешкало 6297 осіб у 2856 домогосподарствах у складі 1602 родин. Густота населення становила 173 особи/км².  Було 3178 помешкань (87/км²).
Расовий склад населення:
| - 96,7 % — білих - 0,7 % — азіатів - 0,4 % — корінних американців - 0,4 % — чорних або афроамериканців |

До двох чи більше рас належало 1,6 %. Частка іспаномовних становила 0,4 % від усіх жителів.
За віковим діапазоном населення розподілялося таким чином: 21,0 % — особи молодші 18 років, 59,9 % — особи у віці 18—64 років, 19,1 % — особи у віці 65 років та старші. Медіана віку мешканця становила 42,3 року. На 100 осіб жіночої статі у переписній місцевості припадало 85,7 чоловіків;  на 100 жінок у віці від 18 років та старших — 83,4 чоловіків також старших 18 років.
Середній дохід на одне домашнє господарство  становив 43 911 долар США (медіана — 29 578), а середній дохід на одну сім'ю — 54 339 доларів (медіана — 32 450). Медіана доходів становила 42 880 доларів для чоловіків та 32 563 долари для жінок. За межею бідності перебувало 26,7 % осіб, у тому числі 40,3 % дітей у віці до 18 років та 14,8 % осіб у віці 65 років та старших.
Цивільне працевлаштоване населення становило 2522 особи. Основні галузі зайнятості: освіта, охорона здоров'я та соціальна допомога — 24,3 %, роздрібна торгівля — 17,4 %, виробництво — 10,4 %, мистецтво, розваги та відпочинок — 9,6 %.